# Laos ai XVII Giochi paralimpici estivi
Il Laos ha partecipato ai XVII Giochi paralimpici estivi che si sono svolti a Parigi in Francia, dal 28 agosto all'8 settembre 2024, con una delegazione di un atleta uomo, che ha gareggiato in una disciplina.

## Atletica leggera
Fonte:
| Atleta        | Evento                      | Finale    | Finale    |
| Atleta        | Evento                      | Risultato | Posizione |
| ------------- | --------------------------- | --------- | --------- |
| Ken Thepthida | Salto in lungo T13 maschile | nm        |           |